# Stezjerovo
Stezjerovo (bulgariska: Стежерово) är ett distrikt i Bulgarien.   Det ligger i kommunen Obsjtina Levski och regionen Pleven, i den centrala delen av landet, 170 km nordost om huvudstaden Sofia.
Trakten runt Stezjerovo består till största delen av jordbruksmark. Runt Stezjerovo är det ganska tätbefolkat, med 67 invånare per kvadratkilometer.